# Клесла, Ростислав
Ростислав Клесла (чеш. Rostislav Klesla; 21 марта 1982, Нови-Йичин, Чехословакия) — профессиональный чешский хоккеист, защитник. На драфте 2000 года был выбран в 1 раунде под общим 4-м номером клубом «Коламбус Блю Джекетс», за который играл на протяжении почти что 11 лет. Обладатель золотых медалей Молодёжного чемпионата мира 2001 года в составе сборной Чехии. Бронзовый призёр чемпионата Финляндии 2005 года. Завершил хоккейную карьеру в 2016 году.

## Игровая карьера

### ХК «Слезань Опава», «Сиу-Сити Маскетерз», «Брамптон Батталион»
Сезон 1997-98 Клесла играл в составе молодёжной команды «Слезань Опава». В 38 играх забросил 11 шайб и отдал 18 результативных передач. В розыгрыше плей-офф в 8 играх в составе своей команды записал в свой актив 4 результативных балла.
В 1998 году Ростислав начинает играть в Северной Америке. «Сиу-Сити Маскетерз», которая выступает в Хоккейной лиге Соединённых Штатов (англ. United States Hockey League сокр. USHL), стала первой заокеанской командой за которую играл Клесла. В 54 встречах проведённых на льду в составе «Маскетерз» в сезоне 1998-99 Ростислав заработал 16 очков и 100 минут штрафного времени.
В 1999 году Клеслу задрафтовывает команда «Брамптон Батталион», выступающая в Хоккейной лиге Онтарио в 1 раунде под общим 4-м номером. В сезоне 1999-00 Ростислав помог своей новой команде впервые попасть плей-офф, сыграв в 67 матчах в которых записал в свой актив 45 очков и заработал 174 минуты штрафного времени. В 6 играх розыгрыша плей-офф забросил одну шайбу и отдал одну результативную передачу. В сезоне 2000-01 Клесла был вынужден вернуться в «Брамптон Батталион», после того как не смог закрепиться в основном составе «Коламбус Блю Джекетс».

### «Коламбус Блю Джекетс»

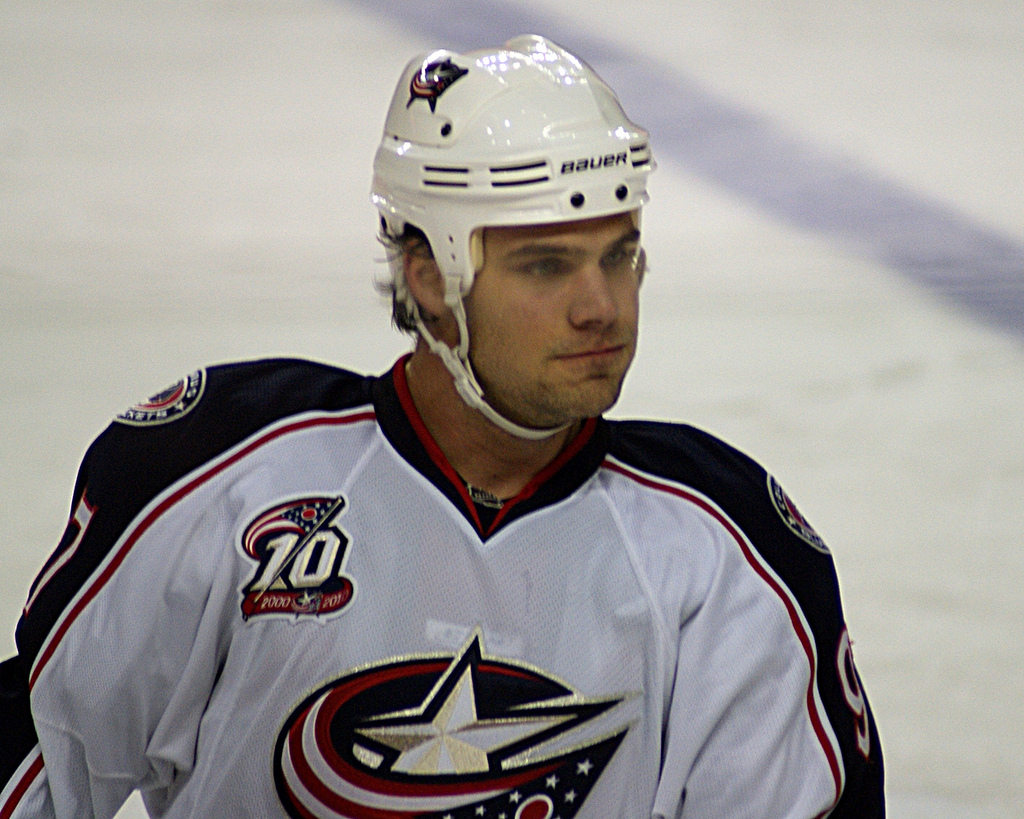
В составе «Коламбус Блю Джекетс» Клесла играл с 2000 по 2011 год.

На драфте 2000 года Клеслу выбирает в 1 раунде под общим 4-м номером новичок лиги — клуб «Коламбус Блю Джекетс». В сезоне 2000-01 Ростислав дебютировал в НХЛ, проведя 8 матчей в составе «Синих Жакетов», в которых отметился 2 заброшенными шайбами. Однако закрепиться в основном составе «Блю Джекетс» молодой защитник не сумел и был вынужден вернуться в команду «Брамптон Батталион», за которую отыграл в сезоне 2000-01 45 матчей, забросив 18 шайб и отдав 36 результативных передач.
В сезон 2001-02 Клесла становится основным защитником «Коламбус Блю Джекетс», проведя на льду в составе «Синих Жакетов» 75 игр, в которых записал в свой актив 16 очков. Кроме того Ростислав был включён в команду—новичков НХЛ.
В 72 играх сезона 2002-03 Ростислав забросил 2 шайбы и отдал 14 результативных передач .
Из—за полученной травмы, Клесла смог сыграть всего лишь в 42 матчах регулярного сезона 2003-04, в которых записал в свой актив 13 очков.
10 июня 2004 года Клесла заключает новое соглашение с «Коламбус Блю Джекетс» сроком на 1 год. Из—за начавшегося локаута в сезоне 2004-05, 17 сентября 2004 года Ростислав подписывает на время перерыва контракт с ХК «Всетин» из Чешской экстралиги . За чешский клуб Клесла сыграл в 41 матче в которых набрал 24 очка и заработал 136 минут штрафного времени. 29 января 2005 года Ростислав подписывает контракт с клубом ХПК, выступающий в СМ-Лиге. За финский клуб защитник играл до окончания локаута, проведя на льду в рамках регулярного сезона 9 матчей и 10 игр в розыгрыше плей-офф, став по итогам сезона 2004-05 бронзовым призёром чемпионата Финляндии.
15 августа 2005 года Клесла продлевает контракт с «Синими Жакетами» на 1 год. По окончании сезона 2005-06 в активе Ростислова была 51 игра, 6 заброшенных шайб и 13 результативных передач. После завершения регулярного сезона, в апреле 2006 года Клесла подписал новый четырёхлетний контракт с «Коламбус Блю Джекетс»
26 сентября 2006 года Клесла был дисквалифицирован на 2 матча регулярного сезона за то что 22 сентября 2006 года в предсезонной игре против «Чикаго Блэкхокс» провёл запрещённый силовой приём против нападающего «Чёрных Ястребов» Туомо Рууту.. Сезон 2006/07 для Ростислава оказался весьма успешным. Клесла был поставлен новым наставником «Блю Джекетс» — Кеном Хичкоком в пару с защитником Адамом Футом. По итогам сезона Ростислав в 75 матчах забросил 9 шайб, отдал 13 результативных передачи и заработал 105 минут штрафного времени.
В следующем сезоне Клесла провёл на льду все 82 матча регулярного сезона, в которых записал в свой актив 18 очков. После того как в межсезонье «Коламбус Блю Джекетс» покинул нападающий Давид Выборны, Ростислав стал единственным хоккеистом, который играл в составе «Синих Жакетов», начиная с дебютного сезона 2000/01.
В рамках регулярного сезона 2008/09 из—за большого числа травм Клесла сыграл лишь в 34 матчах. «Коламбус Блю Джекетс» впервые в своей истории смогли попасть в плей-офф, где в первом раунде в четырёх матчах уступили право на продолжение борьбы за Кубок Стэнли «Детройт Ред Уингз». В 4 матчах плей-офф Ростислав отметился одной голевой передачей.
3 октября 2009 года Клесла подписывает очередной контракт с «Синими Жакетами» сроком на 4 года. 30 ноября 2009 года в матче против «Сент-Луис Блюз» Ростислав в столкновении с защитником Барретом Джекманом получил травму паха. После проведённого медицинского обследования, предполагалось, что восстановление займёт около шести недель, однако травма оказалась куда более серьёзной и в феврале 2010 года в прессе появилась информация о том, что Ростислав пропустит остаток сезона.
Сезон 2010/10 Клесла начал в составе «Коламбуса», сыграв в рамках регулярного сезона 45 матчей.

### «Финикс Койотис»
28 февраля 2011 года Ростислав Клесла вместе со своим партнёром по команде Дэйном Байерзом был обменян в «Финикс Койотис» на Скотти Апшолла и Сами Леписто. В составе новой команды Ростислав провёл на льду 16 матчей в рамках регулярного сезона и 4 игры в розыгрыше плей-офф Кубка Стэнли 2011.
6 мая 2012 года Клесла был дисквалифицирован на одну игру за толчок на борт соперника, который он совершил в четвёртом матче финальной серии Западной конференции против «Лос-Анджелес Кингз».
Во время локаута в НХЛ в сезоне 2012-13 играл в составе ХК Оцеларжи. После окончания локаута, в укороченном сезоне, провёл на льду в составе «Койотис» 38 матчей, в которых заработал 8 очков.
15 сентября 2013 года в предсезонном матче против «Лос-Анджелес Кингз» Клесла получил сотрясение мозга, после того как нападающий «Кингз» Джордан Нолан провёл против Ростислава запрещённый силовой приём. В ноябре 2013 года Клесла был отправлен играть в Американскую хоккейную лигу за фарм-клуб «Финикс Койотис» — «Портленд Пайретс». В декабре 2013 года Ростислав вернулся в основной состав «Финикс Койотис». 16 января 2014 года Клесла был выставлен на драфт отказов. 4 марта 2014 года Ростислав Клесла был обменян вместе с Крисом Брауном и правом выбора в 4 раунде драфта 2015 года в «Вашингтон Кэпиталз» на Мартина Эрата и Джона Митчела.

### «Баффало Сейбрз»
5 марта 2014 года спустя сутки после, перехода в «Вашингтон Кэпиталз», руководство столичного клуба совершает новую сделку по обмену с участием Клеслы. Ростислав вместе с Михалом Нойвиртом был обменян в «Баффало Сейбрз» на Ярослава Галака и право выбора в 3 раунде драфта 2015 года. Спустя несколько дней Клесла заявил, что не присоединится к новой команде, так как не намерен больше играть в сезоне 2013/14, а после окончания контракта хочет продолжить карьеру в одном из европейских чемпионатов.

## Международные выступления
Ростислав Клесла играл в составе сборной Чехии на Молодёжном чемпионате мира 2001 года, на котором чехи завоевали медали высшей пробы. На турнире Клесла провёл на льду 7 матчей в которых отметился 3 шайбами и 4 голевыми передачами. Кроме того Ростилав был признан лучшим защитником турнира, а так же включён в символическую сборную Молодёжного чемпионата мира.
Клесла так же выступал в составе сборной Чехии на двух Чемпионатах мира 2002 и 2007 года.

## Тренерская карьера
В январе 2018 года Клесла стал тренером по развитию молодых хоккеистов в клубе Чешской экстралиги «Витковице». В декабре 2019 года стал ассистентом главного тренера основной команды «Витковице».

## Статистика

### Регулярный сезон и плей-офф
| 1997–98   | ХК Слезань Опава     | Чешская молодёжная лига | 38  | 11 | 18  | 29  | 87  | 8  | 2 | 2 | 4  | 0  |
| 1998–99   | Сиу-Сити Маскетерз   | USHL                    | 54  | 4  | 12  | 16  | 100 | 5  | 2 | 0 | 2  | 2  |
| 1999–00   | Брамптон Батталион   | ОХЛ                     | 67  | 16 | 29  | 45  | 174 | 6  | 1 | 1 | 2  | 21 |
| 2000–01   | Коламбус Блю Джекетс | НХЛ                     | 8   | 2  | 0   | 2   | 6   | —  | — | — | —  | —  |
| 2000–01   | Брамптон Батталион   | ОХЛ                     | 45  | 18 | 36  | 54  | 59  | 9  | 2 | 9 | 11 | 26 |
| 2001–02   | Коламбус Блю Джекетс | НХЛ                     | 75  | 8  | 8   | 16  | 74  | —  | — | — | —  | —  |
| 2002–03   | Коламбус Блю Джекетс | НХЛ                     | 72  | 2  | 14  | 16  | 71  | —  | — | — | —  | —  |
| 2003–04   | Коламбус Блю Джекетс | НХЛ                     | 47  | 2  | 11  | 13  | 27  | —  | — | — | —  | —  |
| 2004–05   | ХК Всетин            | Чешская экстралига      | 41  | 7  | 17  | 24  | 136 | —  | — | — | —  | —  |
| 2004–05   | ХК ХПК               | СМ-Лига                 | 9   | 1  | 2   | 3   | 12  | 10 | 0 | 2 | 2  | 12 |
| 2005–06   | Коламбус Блю Джекетс | НХЛ                     | 51  | 6  | 13  | 19  | 75  | —  | — | — | —  | —  |
| 2006–07   | Коламбус Блю Джекетс | НХЛ                     | 75  | 9  | 13  | 22  | 105 | —  | — | — | —  | —  |
| 2007–08   | Коламбус Блю Джекетс | НХЛ                     | 82  | 6  | 12  | 18  | 60  | —  | — | — | —  | —  |
| 2008–09   | Коламбус Блю Джекетс | НХЛ                     | 34  | 1  | 8   | 9   | 38  | 4  | 0 | 1 | 1  | 0  |
| 2009–10   | Коламбус Блю Джекетс | НХЛ                     | 26  | 2  | 6   | 8   | 26  | —  | — | — | —  | —  |
| 2010–11   | Коламбус Блю Джекетс | НХЛ                     | 45  | 3  | 7   | 10  | 26  | —  | — | — | —  | —  |
| 2010–11   | Финикс Койотис       | НХЛ                     | 16  | 1  | 0   | 1   | 12  | 4  | 0 | 0 | 0  | 7  |
| 2011–12   | Финикс Койотис       | НХЛ                     | 65  | 3  | 10  | 13  | 54  | 15 | 2 | 6 | 8  | 4  |
| 2012–13   | ХК Оцеларжи          | Чешская эксталига       | 18  | 0  | 1   | 1   | 30  | —  | — | — | —  | —  |
| 2012–13   | Финикс Койотис       | НХЛ                     | 38  | 2  | 6   | 8   | 22  | —  | — | — | —  | —  |
| 2013–14   | Финикс Койотис       | НХЛ                     | 25  | 1  | 3   | 4   | 24  | —  | — | — | —  | —  |
| 2013–14   | Портлэнд Пайретс     | АХЛ                     | 21  | 3  | 6   | 9   | 16  | —  | — | — | —  | —  |
| НХЛ всего | НХЛ всего            | НХЛ всего               | 659 | 48 | 111 | 159 | 620 | 23 | 2 | 7 | 9  | 11 |

### Международные турниры
| Год       | Команда   | Турнир    |    | И | Г | П | О  | Ш |
| --------- | --------- | --------- | -- | - | - | - | -- | - |
| 2001      | Чехия     | МЧМ       | 7  | 3 | 4 | 7 | 4  |   |
| 2002      | Чехия     | ЧМ        | 7  | 1 | 2 | 3 | 2  |   |
| 2007      | Чехия     | ЧМ        | 4  | 1 | 0 | 1 | 8  |   |
| МЧМ всего | МЧМ всего | МЧМ всего | 7  | 3 | 4 | 7 | 4  |   |
| ЧМ всего  | ЧМ всего  | ЧМ всего  | 11 | 2 | 2 | 4 | 10 |   |